# Orinoko
Orinoko (španělsky Río Orinoco, v jazyce místních indiánů Tamanaků slovo orinuku znamená řeka) je jedna z nejdelších a nejvodnatějších řek v Jižní Americe. Mohutný tok o délce 2140 km protéká Venezuelou (státy Amazonas, Anzoátegui, Apure, Bolívar, Delta Amacuro, Guárico) a částečně tvoří její hranici s Kolumbií. Své povodí má v oblasti nazývané Orinoquia, jejíž rozloha činí 880 000 km², 23,7 % rozlohy této oblasti je v Kolumbii, zbytek ve Venezuele, pramen je na hranicích s Brazílií.

## Průběh toku

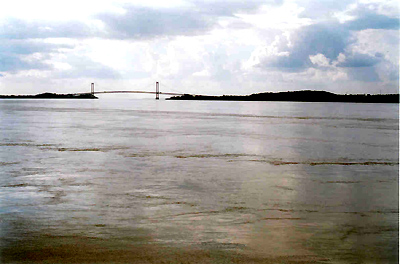
Orinoko v Ciudad Bolívar

Pramení na západních svazích Serra Parima v jihozápadní části Guyanské vysočiny. Protéká Orinockou nížinou a ústí do Atlantského oceánu, přičemž vytváří deltu. Celý tok opisuje velký eliptický oblouk, nejprve směřuje od jihu k severu a na středním toku se stáčí téměř k východu. Tok řeky je možné rozdělit do čtyř částí:
- Horní Orinoko – 240 km dlouhé, od pramene až k peřejím Raudales de Guaharibos protéká horskou oblastí severozápadním směrem. Odděluje se zde řeka Casiquiare, která jednu třetinu vody odvádí do Amazonky a dochází tak k bifurkaci řek.
- Střední Orinoko – 750 km dlouhé, rozdělené na dvě části. První z nich je 480 km dlouhá a proudí na západ k soutoku s řekami Atabapo a Guaviare u San Fernando de Atapabo; Druhá část teče na sever asi 270 km podél venezuelsko-kolumbijské hranice. Je z obou stran lemována pohořím Guiana, které zabraňuje vzniku záplavové oblasti. Dále pak pokračuje k peřejím Autures u soutoku s řekou Meta u Puerto Carreño. Až k ústí Mety teče horskou a kopcovitou krajinou a vytváří četné peřeje, zvláště mezi ústím Vichady a Mety.

- Dolní Orinoko – 959 km dlouhé, s velkou náplavovou planinou, teče severovýchodním směrem od peřejí Atures až do Piacoa. Mění se zde v rovinný veletok široký 1 až 1,5 km (místy až 3 km) s hloubkou 10 až 20 m i více. Široká (3 až 10 km) dolina se několikrát zužuje a vytváří tzv. angosturas, z nichž poslední se nachází na dolním toku u města Ciudad Bolívar. Níže již řeka protéká v široké dolině a rozvětvuje se na mnoho ramen a průtoků.
- Delta Amacuro – u města Barrancasa ve vzdálenosti 200 km od moře začíná rozsáhlá (22 500 km²) bažinatá delta, která zabírá na mořském pobřeží délku přibližně 370 km. Řeka se zde rozděluje na 36 ramen a množství průtoků. Hlavními rameny jsou Manamo (úplně vlevo), Macareo (používaný pro vodní dopravu), Araguao, Merejana, Boca Grande (úplně vpravo a největší, šířka 10 až 20 km). Ramena delty ústí do zálivu Paría Karibského moře a Atlantského oceánu. V deltě roste 41 000 km² bažinatých lesů. V období dešťů řeka dosahuje šířky 22 km a hloubky až 100 m.

## Přítoky
Většina řek ve Venezuele patří do povodí Orinoka, největší z nich je Caroní, které se připojuje u Puerto Ordaz blízko vodopádů Llovizna. Zvláštností Orinoka je Casiquiare, který začíná jako rameno Orinoka a pokračuje do řeky Rio Negro, což je přítok Amazonky, a vytváří tak přírodní kanál mezi Orinokem a Amazonkou.
- zprava
  - Atabapo – z Guyanské Vrchoviny ve Venezuele na západ do Orinoka.
  - Caroní – z Guyanské Vrchoviny ve Venezuele na sever do Orinoka.
  - Caura – z východní Venezuely na západ do Orinoka.
  - Ventuari – z východní Venezuely jihozápadně do Orinoka.
- zleva
  - Inírida – z Kolumbie na severovýchod do Orinoka.
  - Guaviare – z Kolumbie na východ do Orinoka.
  - Vichada – z Kolumbie na východ do Orinoka.
  - Meta – z Kolumbie na hranice s Venezuelou a na východ do Orinoka.
  - Arauca – z Kolumbie přes Venezuelu na východ a do Orinoka.
  - Apure – z Kolumbie přes Venezuelu na východ a do Orinoka.
- Casiquiare – ve Venezuele, teče z Orinoka na jih do Amazonky.

## Vodní režim

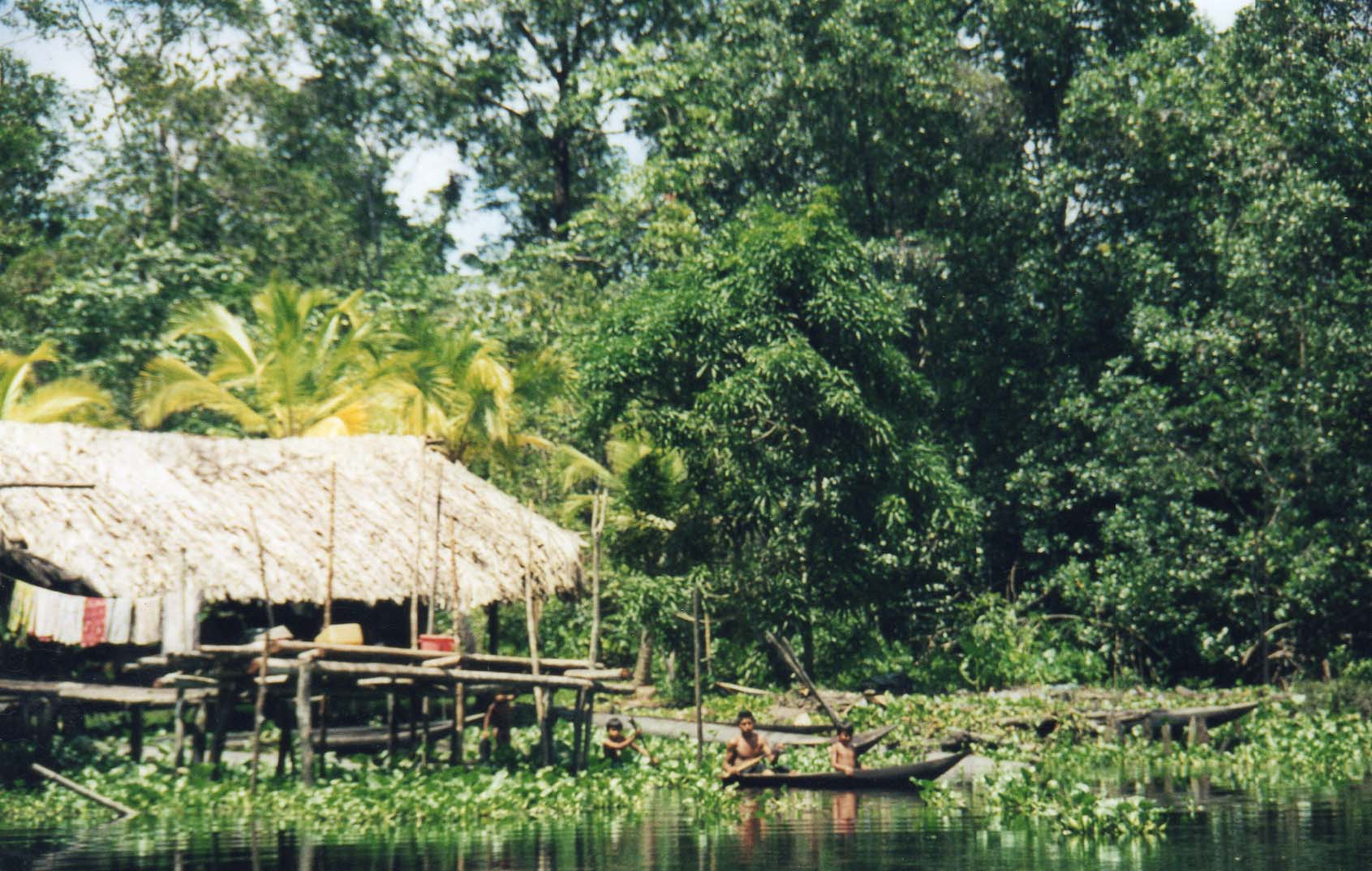
Indiánská osada v deltě Orinoka

Hlavním zdrojem vody jsou deště. Úroveň hladiny a průtoky se v průběhu roku silně mění. Na části dolního toku u města Ciudad Bolívar začíná hladina stoupat ve druhé polovině dubna až v květnu. V září úroveň hladiny dosahuje nejvyšší hodnoty, načež rovnoměrně klesá až do března až dubna kdy je úroveň nejnižší. V ústí Mety činí rozdíl hladin 8 až 10 m, u Ciudad Bolívar 10 až 15 m. Mořský příliv zasahuje až k Ciudad Bolívar a úroveň hladiny se může zvednout až o 2 m při skočném přílivu. Průměrný roční průtok vody činí 33 000 m³/s a celkový roční odtok činí 915 km³. Při nejsilnějších povodních může průtok dosáhnout 50 000 až 55 000 m³/s i více, zatímco v období sucha klesá na 5000 až 7000 m³/s. Za rok odnese 45 Mt pevných částic.

## Využití
Řeka je splavná téměř v celé délce toku a bagrování dna umožnilo oceánským lodím s ponorem do 8 m plout až k městu Ciudad Bolívar, 435 km proti proudu. Okolí řeky také obsahuje hodně živičných písků, které mohou být využity jako budoucí zdroj ropy. Celková délka vodních cest v povodí Orinoka je 12 000 km. V období dešťů mohou říční lodě plout až k ústí řeky Guaviare (s výjimkou peřejí). Pravé přítoky umožňují vodní dopravu jen na částech svých dolních toků, zatímco levé jsou splavné po celý rok.

### Osídlení
Na řece leží města Puerto-Ayakucho, Ciudad Bolívar, Puerto Ordas (Venezuela), Puerto Carreño (Kolumbie).

## Fauna a flóra

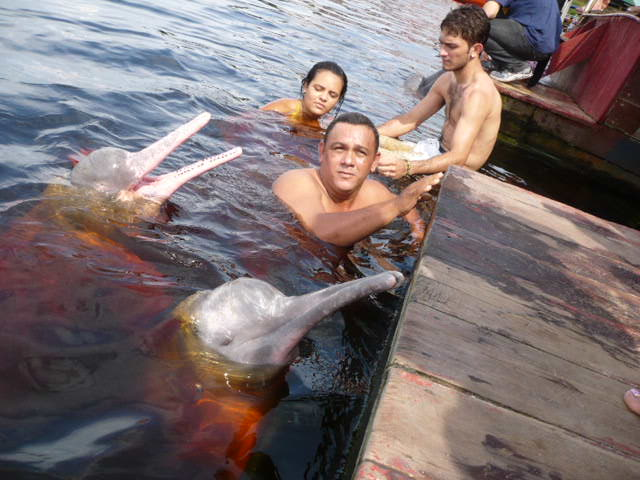
Sladkovodní říční delfín delfínovec amazonský

Říční systém Orinoca je domovem např. pro říčního delfínovce amazonského (Inia geoffrensis), ohroženého krokodýla orinockého, jednoho z největších amerických predátorů, nebo pro dravé piraně.

## Historie
Ústí jednoho z ramen řeky do Atlantiku objevil již Kolumbus při své třetí plavbě v roce 1498. V roce 1499 údajně jedno z ramen viděli účastníci španělské expedice Alonso de Ojeda a Amerigo Vespucci. V roce 1531 španělský objevitel Diego de Ordás jako první vyplul proti proudu řeky prozkoumal jeho část a dosáhl ústí Mety. V roce 1800 německý vědec Alexander von Humboldt a francouzský botanik Aimé Jacques Alexandre Bonpland provedli cestu po řece a prokázali spojení jejího povodí s povodím Amazonky. Pramen Orinoka v Cerro Delgado-Chalbaud v horském pásmu Parima na venezuelsko-brazilské hranici, byl objeven v nadmořské výšce 1047 m, až v roce 1951 venezuelsko-francouzským týmem. Hledání pramenů je i jedním z námětů knihy Julese Verna Na vlnách Orinoka.